# 6 (serviço do Metrô de Nova Iorque)

Serviço 6
(Lexington Avenue and Pelham Local
Lexington Avenue Local and Pelham Express)

Serviço 6, incluindo: Lexington Avenue and Pelham Local () e Lexington Avenue Local and Pelham Express (), é um dos serviços (rotas) de trânsito rápido do metrô de Nova Yorque. Sobre os sinais de estações e de rota, e no mapa do metrô oficial deste serviço é marcado por uma etiqueta verda, porque em Manhattan esta rota utiliza a linha IRT Lexington Avenue Line. Este serviço tem 38 estações em operação.